# Sakaide
Sakaide (坂出市 -shi) é uma cidade japonesa localizada na província de Kagawa.
Em 2003 a cidade tinha uma população estimada em 57 990 habitantes e uma densidade populacional de 627,26 h/km². Tem uma área total de 92,45 km².
Recebeu o estatuto de cidade a 1 de Julho de 1942.